# Aega magnifica
Aega magnifica är en kräftdjursart som först beskrevs av James Dwight Dana 1853.  Aega magnifica ingår i släktet Aega och familjen Aegidae. Inga underarter finns listade i Catalogue of Life.